# Unione provinciale dei corpi dei vigili del fuoco volontari dell'Alto Adige

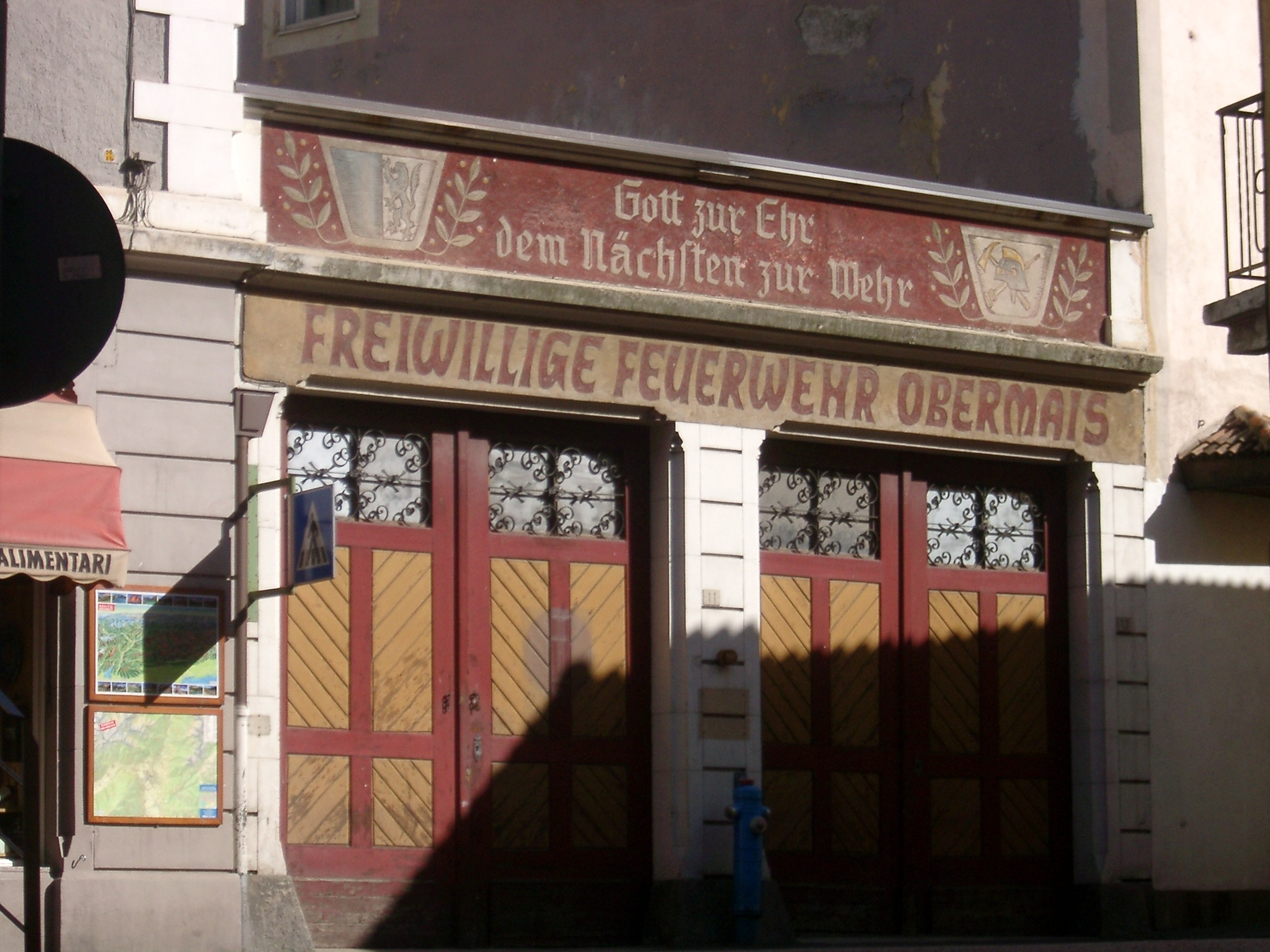
La sede storica dei Vigili del fuoco volontari a Maia Alta (Merano)

L'Unione provinciale dei corpi dei vigili del fuoco volontari dell'Alto Adige, in tedesco Landesverband der Freiwilligen Feuerwehren Südtirols (sigla LFV-UVF) è l'organismo preposto al coordinamento dell'attività di tutti i corpi antincendio a carattere volontario attivi nella provincia autonoma di Bolzano, in Italia.

## Storia
Le prime norme di regolamentazione per la prevenzione degli incendi e le pene per chi li causava risalgono al 1300–1400 sotto forma di "statuti" o Weistümer, anche se a Merano si sono ritrovati scritti risalenti al 1200 con la presenza di regulae atte allo scopo.
A quei tempi era il Saltner (dal lat. saltus) che oltre ai compiti di messo comunale e guardia forestale svolgeva anche la mansione di "vigile" per sventare incendi sia a carattere domestico che boschivo.
A cavallo tra il 1700 e il 1800 i comuni sudtirolesi si mettono in linea, con le direttive contenute nel "Regolamento generale per gli incendi da osservarsi nella città capitale d'Innsbruck e nelle altre città e borghi del Tirolo" del 1787, fatto che porterà, nella seconda metà del 1800, all'istituzione dei "pompieri" e dei "civici pompieri zappatori". Il primo corpo di vigili del fuoco volontari dell'Alto Adige fu fondato nel 1864 a Brunico.
Quando dopo il 1918 il territorio tra il Brennero e Salorno passò all'Italia, la successiva ascesa al potere del fascismo portò allo scioglimento coatto di tutte le associazioni ed organizzazioni considerate di "matrice tedesca". Il sistema dei corpi antincendio volontari venne quindi abolito, facendo luogo a una rete di sei corpi professionali permanenti, dislocati nelle sole maggiori città (Bolzano, Merano, Bressanone, Brunico, Vipiteno ed Egna); nel 1941 questi nuovi corpi entrarono a far parte del corpo nazionale dei vigili del fuoco, venendo inquadrati nel 15º comando provinciale bolzanino.
Con la caduta del fascismo, la liberazione e il passaggio all'Italia repubblicana, il sistema dei corpi volontari si riformò spontaneamente: nel 1955 venne quindi fondata l'unione provinciale dei corpi dei vigili del fuoco volontari dell'Alto Adige (Landesverband der Freiwilligen Feuerwehren Südtirols).
Con l'entrata in vigore del "secondo statuto" di autonomia del 1972, le competenze amministrative in materia di protezione antincendio furono trasferite alle singole province autonome di Trento e di Bolzano. Ciò portò alla riorganizzazione del sistema dei Vigili del Fuoco altoatesini in chiave essenzialmente volontaria, limitando fortemente la prassi professionistica: i corpi permanenti furono sciolti (ad eccezione di quello di Bolzano) e le divisioni volontarie vennero progressivamente ramificate su tutto il territorio.

## Mansioni
Come sopra accennato, in virtù dello statuto speciale in vigore nella Regione autonoma Trentino-Alto Adige, la gestione del servizio antincendio nel territorio di competenza non fa capo al Corpo nazionale dei vigili del fuoco, ma alle istituzioni provinciali.
In Alto Adige l'amministrazione provinciale attribuisce ai corpi dei vigili del fuoco volontari i seguenti compiti, sanciti dalla legge provinciale numero 15 del 18 dicembre 2002:
- protezione antincendi preventiva e difensiva
- prestazione di soccorsi tecnici (misure di soccorso e di aiuto a persone, animali, ambiente e cose, per la prevenzione e il contenimento di pericoli e danni di ogni tipo)
- aiuto in caso di calamità

## Organizzazione
Nella provincia autonoma di Bolzano sono attivi 306 corpi di vigili del fuoco volontari dislocati presso tutti i comuni (alcuni comuni hanno più corpi nel loro territorio), a loro volta suddivisi in 9 distretti. A essi si affiancano cinque corpi permanenti a carattere professionale: uno di tipo generalista con sede a Bolzano, uno dedicato al civico aeroporto e tre a presidio delle maggiori agglomerazioni industriali della provincia.
La grande capillarità del sistema è concepita ai fini di ridurre al minimo i tempi d'intervento (anche a meno di 10 minuti dalla chiamata d'emergenza al numero abilitato) e di disporre di personale esperto della conformazione morfologico-urbanistica di tutto il territorio provinciale. Qualora poi le emergenze siano di tale gravità da impedire ai vigili volontari del territorio di competenza di farvi efficacemente fronte, la prassi prevede un afflusso di rinforzi a carattere "scalare": dapprima vengono richiamati i corpi volontari dei distretti limitrofi, poi (solo nei casi più seri) anche i corpi permanenti del capoluogo e dei poli industriali.
In quanto volontari, gli aderenti ai corpi comunali prestano il proprio servizio (sia negli interventi di soccorso che nell'organizzazione di attività di esercitazione, formazione, controllo delle attrezzature, amministrazione, reperimento di mezzi finanziari e via discorrendo) a titolo gratuito, nel tempo libero, durante le ferie o (nei casi che lo richiedono) allontanandosi giustificatamente dal posto di lavoro. Le fonti di finanziamento del sistema sono le istituzioni pubbliche (sovvenzioni vengono erogate da comuni, comprensori e provincia) e le donazioni liberali di cittadini o soggetti giuridici. La natura volontaria consente infine ai corpi locali di non dover far fronte a costi per il personale.
Con l’approvazione da parte della Giunta Provinciale del nuovo Statuto dei Corpi, essi vengono inquadrati come “ODV” (organizzazione di volontariato), privatizzando nei fatti l’apparato antincendio volontario Sudtirolese.
Ad oggi rimangono dubbi e perplessità sulla legittimità dell’atto amministrativo deliberato dalla Giunta Provinciale Alto Atesina, non avendo nel contempo legiferato con le opportune modifiche legislative.
Rimangono altresì controverso la legittimazione dei Corpi volontari VVF Alto Atesini dopo la privatizzazione degli stessi nello svolgere  il servizio antincendi provinciale senza una  stipula di convenzione tra Provincia Autonoma di Bolzano e Corpi VVF volontari.
In ultimo rimane ambigua la possibilità di mantenere la qualifica di  “vigili del fuoco” in quanto ente di diritto privato privo di alcuna autorità di pubblica sicurezza.
Nella vicina Provincia Autonoma di Trento e nella Regione Autonoma Valle D’Aosta, dopo un acceso dibattito interno tra Istituzioni e rappresentanze locali dei Vigili del Fuoco volontari, si è invece optato per il mantenimento dei Corpi VVF volontari Trentini e per il personale volontario del Corpo Valdostano VVF in  un inquadramento pubblicistico, pur concedendo agli stessi ambia autonomia gestionale e amministrativa, mantenendone quindi le stesse peculiarità giuridiche conferite ai vigili del fuoco permanenti.

## Onorificenze interne
L'Unione elargisce alcune onorificenze ai soci più meritevoli, istituite con la delibera del Direttivo Provinciale datata 24 marzo 1972:
 Croce d'onore d'oro
(concessa "a persone che per il servizio antincendi in Alto Adige hanno svolto prestazioni eccellenti" o che "rischiando la loro vita hanno salvato altre persone")
 Medaglia d'onore in oro
(concessa quale riconoscimento "a persone, che hanno svolto prestazioni eccellenti per il servizio antincendio dell'Alto Adige")
 Medaglia d'onore in argento
(concessa quale riconoscimento "a persone, che hanno svolto prestazioni eccellenti per il servizio antincendio dell'Alto Adige")
 Croce d'oro al merito di lungo servizio (40 anni di servizio)
 Croce d'argento al merito di lungo servizio (25 anni di servizio)
 Croce di bronzo al merito di lungo servizio (15 anni di servizio)
 Croce d'oro al merito di lungo servizio per vice-comandanti (40 anni di servizio)
 Croce d'argento al merito di lungo servizio per vice-comandanti (25 anni di servizio)
 Croce di bronzo al merito di lungo servizio per vice-comandanti (15 anni di servizio)
 Croce d'oro al merito di lungo servizio per comandanti e direttivo distrettuale (40 anni di servizio)
 Croce d'argento al merito di lungo servizio per comandanti e direttivo distrettuale (25 anni di servizio)
 Croce di bronzo al merito di lungo servizio per comandanti e direttivo distrettuale (15 anni di servizio)